# Susanne Kleinhenz

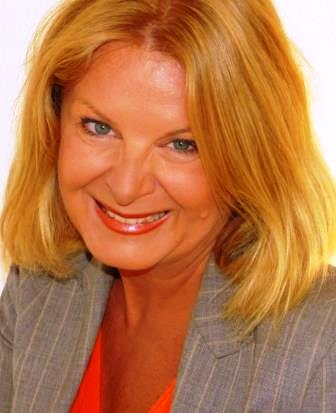
Susanne Kleinhenz

 Susanne Kleinhenz (* 30. Oktober 1965 in Nürnberg; † 5. Dezember 2018 ebenda) war eine deutsche Autorin.

## Leben
Kleinhenz absolvierte eine Ausbildung zur Versicherungskauffrau (IHK) im Jahre 1984, eine Weiterbildung als Versicherungsfachwirtin (IHK) 1987 und schloss 1995 eine Ausbildung zur Fachkauffrau für Marketing (IHK) ab. Nach einem Studium zur Diplom-Betriebspädagogin promovierte Kleinhenz 2015 zur Doktorin der Philosophie mit dem Thema Dialogisches Management als Ansatz zur Mitarbeiterzufriedenheit. Von 1989 bis 2012 war sie in der Versicherungsbranche tätig.
Ab 1990 war Kleinhenz als Organisationsentwicklerin, Trainerin und Coach sowie ab 2006 als Rednerin tätig. Ab 2012 war sie Inhaberin des Instituts für Organisations- und Personalentwicklung, Change-Management und Führungskräfteausbildung live-academy.
1998 erhielt sie ein Zertifikat zur NLP-Lehrtrainerin (DVNLP). Ab 1999 durfte sie Psychotherapie mit einer Erlaubnis nach dem Heilpraktikergesetz ausüben.

## Publikationen
- Vertriebsgötter:Dialoge mit Kunden erfolgreich gestalten – Persönlichkeitstypen im Verkaufsgespräch. Versicherungsjournal Verlag 2016, ISBN 978-3-938226-50-6.
- Die dunkle Seite der Macht: eine Typologie von Führung. Springer 2016, ISBN 978-3-658-12318-5.
- Dialogisches Management zur Steigerung der Mitarbeiterzufriedenheit. Personal- und Organisationsentwicklung für Führungskräfte. Springer, 2015, ISBN 978-3-658-11842-6.
- Wenn das Glück missglückt. Warum wir so ticken, wie wir ticken. Business Village, 2011, ISBN 978-3-86980-107-0.
- Der Mann im weiblichen Jahrhundert. Was Männer und Frauen voneinander lernen können. Gabal Verlag, 2008, ISBN 978-3-89749-850-1.
- Das 21. Jahrhundert ist weiblich. Über die Freiheit, die Frau zu sein, die Sie sein wollen. Gabal Verlag, 2007, ISBN 978-3-89749-667-5.

### Buchbeiträge
- Wettlauf um die Frauen. Der Bankkunde der Zukunft ist weiblich. Helmut Muthers (Hrsg.), Gabler Verlag, 2009, ISBN 978-3-8349-1310-4.
- Business Book of Horror. Dr. Stefan Frädrich (Hrsg.), Gabal Verlag, 2008, ISBN 3-89749-844-8.
- Das 7. Gesetz. Hans-Uwe L. Köhler (Hrsg.), Gabal Verlag, 2007, ISBN 3-89749-727-1
- Sex sells – Mythos oder Wahrheit? Hans-Uwe L. Köhler (Hrsg.), Gabal Verlag, 2006, ISBN 3-89749-623-2.

### Audiovisuelle Medien
- Männer und Frauen im weiblichen Jahrhundert. Was wir voneinander lernen können. Hörbuch (6 CDs), Gabal Audio Verlag, ISBN 978-3-89749-944-7.